# Perstorp och Svenstorp
För andra betydelser, se Svenstorp.
Perstorp och Svenstorp var en av SCB avgränsad och namnsatt småort i Båstads kommun i Skåne län. Den omfattade bebyggelse i Perstorp och Svenstorp i Torekovs socken, strax norr om Torekov. Området växte 2015 samman med tätorten Torekov.